# The Code (serie televisiva)
The Code è una serie televisiva australiana di tipo thriller-politico del 2014 creata da Shelley Birse.

## Trama

### Prima stagione
Un veicolo rubato si scontra con un camion di trasporto nel mezzo del deserto. Due adolescenti aborigeni nell'auto sono gravemente feriti ma nessuno ha chiesto aiuto perché qualcuno coinvolto lavora per un importante stakeholder in un progetto di ricerca segreto. L'incidente sarebbe rimasto un mistero se non fosse stato per Ned Banks, un giovane giornalista alla disperata ricerca di una notizia e suo fratello Jesse, un hacker con un forte legame di buona condotta.

### Seconda stagione
Due australiani vengono uccisi nel Papua occidentale, l'unico sopravvissuto é Jan Rotj, il fondatore di un sito web, inseguito dalle autorità australiane e statunitensi. Contemporaneamente un ragazzino viene rapito in Australia da qualcuno che attraverso lo stesso sito si offre di venderlo ai pedofili. La polizia federale australiana contatta i fratelli Banks e li informa che le autorità statunitensi hanno chiesto la loro estradizione negli Stati Uniti per le loro precedenti azioni, ma se Jesse aiuta la polizia a trovare il ragazzo, il governo resiste alle richieste di estradizione. Jesse scopre che la verità è molto diversa delle altre.

## Episodi
| Stagione         | Episodi | Prima TV |
| ---------------- | ------- | -------- |
| Prima stagione   | 6       | 2014     |
| Seconda stagione | 6       | 2016     |